# جائزة البرتغال الكبرى للدراجات النارية 2009
جائزة البرتغال الكبرى للدراجات النارية 2009 هو سباق دراجات نارية أقيم بتاريخ 4 أكتوبر 2009 في حلبة إستوريل. كان الجولة الرابعة عشر من أصل 17 في سباق الجائزة الكبرى للدراجات النارية موسم 2009. فاز الإسباني خورخي لورنزو بفئة الموتو جي بي بينما جاء الأسترالي كيسي ستونر في المركز الثاني وحصل على المركز الثالث الإسباني داني بيدروسا.

## وصلات خارجية
- الموقع الرسمي